# Santiago de Huata
Santiago de Huata (in der Kolonialzeit auch "Bello Rincón" genannt) ist eine Ortschaft auf dem Altiplano des südamerikanischen Anden-Staates Bolivien.

## Lage
Santiago de Huata liegt an dem Flüsschen Río Bello auf einer Höhe von 3850 m auf der Achacachi-Halbinsel am Südostufer des Titicacasees zu Füßen des Cerro Qhapiki, der sich nordöstlich der Ortschaft auf eine Höhe von 4333 m erhebt. Die Ortschaft liegt in der Provinz Omasuyos und ist zentraler Ort des gleichnamigen Municipio Santiago de Huata, das per Gesetz vom 20. Januar 2009 vom Municipio Achacachi abgetrennt worden ist.

## Geographie
Santiago de Huata liegt am östlichen Rand des bolivianischen Hochlandes vor der Cordillera Muñecas, die wiederum ein Teilabschnitt der Cordillera Central ist. Das Klima im Raum Santiago de Huata leitet sich ab aus der Höhenlage auf dem Altiplano und der Nähe zur großen Wasserfläche des Titicacasees, der die Temperaturschwankungen abmildert.
Die Jahresdurchschnittstemperatur liegt bei 11 °C (siehe Klimadiagramm Achacachi), wobei der Monatsdurchschnitt im kältesten Monat (Juli) mit 8 °C nur wenig von den wärmsten Monaten (November bis März) mit 12 °C abweicht. Das Klima ist arid von Juni bis August mit nur sporadischen Niederschlägen, und es ist humid in den Sommermonaten, vor allem von Dezember bis März, mit Monatsniederschlägen von teilweise mehr als 100 mm. Der Jahresniederschlag liegt bei etwa 600 mm.

## Verkehrsnetz
Santiago de Huata liegt in einer Entfernung von 112 Straßenkilometern nordwestlich von La Paz, der Hauptstadt des gleichnamigen Departamentos.
Von La Paz führt die Nationalstraße Ruta 2 über El Alto in nordwestlicher Richtung bis Huarina und von dort weiter über die Straße von Tiquina nach Copacabana. In Huarina zweigt die Ruta 16 nach Nordwesten ab und erreicht nach 23 Kilometern die Stadt Achacachi. Von dort aus führt eine Landstraße in westlicher Richtung über weitere 16 Kilometer bis Santiago de Huata.

## Bevölkerung
Die Einwohnerzahl der Ortschaft ist in den vergangenen beiden Jahrzehnten leicht zurückgegangen:
| Jahr | Einwohner | Quelle       |
| ---- | --------- | ------------ |
| 1992 | 538       | Volkszählung |
| 2001 | 576       | Volkszählung |
| 2012 | 457       | Volkszählung |
| 2024 |           | Volkszählung |

Von der ethnischen Zugehörigkeit her ist die Mehrzahl der Einwohner Aymara, bei der letzten Volkszählung von 2001 sprachen im Municipio Achacachi 94,1 Prozent der Bevölkerung Aymara, während nur 66,5 Prozent der Einwohner Spanisch beherrschten.
59,4 Prozent der Bevölkerung hatten keinen Zugang zu Elektrizität, 83,4 Prozent lebten ohne sanitäre Einrichtung (2001).